# 李中師
李中師（1015年—1075年），字君錫，開封人。
李中師，景祐元年(1032年)進士出身。由陳執中推薦，擔任集賢校理、提點開封府界。管轄境內多盜，李中師設立賞格，派官吏追捕，盡獲之。朝廷欲加官進爵，李中師辭讓不接受，於是擢度支判官，為淮南轉運使。是時兩浙發生饑荒，移淮粟振贍，僚屬議論認為不應提供物資，李中師說：「朝廷視民，淮、浙等爾。」最終與之。其後徙河東，入為度支副使，拜天章閣待制、陝西都轉運使，知澶州、河南府。召權三司使、龍圖閣直學士，復為河南。此前多大臣居守，將事務交託掾幕處理，吏習弛緩，李中師以嚴整齊之，號為治辦。然李中師用法刻深，煩碎而缺乏大體，唯厚結中人。
當初，宋神宗對宰相稱讚李中師治理業績，富弼問道：「陛下何從知之？」帝默然不可對。李中師認為富弼敗壞自己名聲，及再至，富弼已經年老，於是籍其戶，令出免役錢與富民相同。又希司農指，多取餘，視他處為重，洛人對此感到怨憤。朝廷因為李中師率先推行，召為羣牧使。乞廢河南、北監牧，節省國費，而養馬於民，朝廷沒有回音。後來推行其說，民不堪命。權發遣開封府，不就去世，時年六十一。
李中師有女，嫁陳執中子世儒，後來坐夫事誅死。

## 延伸阅读
[在维基数据编辑]
 《宋史·卷331》，出自脱脱《宋史》